# Persa
(T. Maccio Plauto, Persa)
Il Persa (in italiano Il Persiano) è una commedia di Tito Maccio Plauto.
Il titolo della commedia deriva da una truffa messa in atto da Tossilo per affrancare l'amata Lemniselene: con l'aiuto dell'amico Sagaristione egli riesce a pagare il riscatto per l'amante, che viene recuperato dalla finta vendita della figlia del parassita, che successivamente reclama la fanciulla ai danni del lenone. In questo raggiro Sagaristione si veste da mercante di schiavi persiano (in latino Persa) ed è proprio questa caratteristica che dà il nome all'intera commedia.
La commedia è quasi completamente incentrata su schiavi: il fatto che il servo coincida con il giovane innamorato e apra la commedia con un monologo personale tipico dell'adulescens è una novità nella commedia antica, riscontrabile solamente nello Heros di Menandro. Questa cosa doveva provocare divertimento agli occhi degli antichi Romani, che non ritenevano uno schiavo da commedia in grado di sviluppare delicate relazioni amorose così come un giovane libero. Altro motivo di ilarità doveva essere il linguaggio sottile e raffinato con cui lo schiavo parlava della sua storia. Per di più doveva suonare divertente che uno schiavo potesse ordire un complesso inganno e raggirare abilmente il lenone, e addirittura comportarsi da patronus con Lemniselene, che tra l'altro è una liberta non sua, ma di Dordalo. La commedia, secondo alcuni studiosi, non possiede una trama di grande interesse e nemmeno trasmette alti valori morali, essendo finalizzata al puro divertimento: questo è il motivo per cui non è stata replicata e non ha goduto di particolare fama.
Il Persa, secondo alcuni filologi, è il risultato dell'unione da parte di Plauto di due commedie precedenti, l'una riguardo al furto di denaro da parte di un servo (nel Persa Sagaristione) e l'una riguardo alla vendita fittizia di una fanciulla libera. Tuttavia, confrontandola con altre commedie plautine di cui si è sicuri riguardo alla composizione tratta da più originali, il Persa è molto breve e le due vicende sono strettamente collegate tra di loro. Anche il banchetto finale non deriverebbe da altre commedie greche, in quanto i personaggi mantengono lo stesso carattere che hanno mostrato negli atti precedenti presentando quindi un'uniformità.

## Datazione
Come quasi ogni commedia plautina, nonostante ci siano dei problemi riguardo all'identificazione della data di stesura del testo, si ipotizza che ciò sia avvenuto intorno al 190 a.C. dal momento che sono presenti molti riferimenti storici inerenti a questo periodo: ne sono un esempio quello del v. 100 al collegio degli Epulones, istituito nel 196 a.C., quello dei vv. 339-40 ai re Filippo II e Attalo I, che si scontrarono nel 197 a.C., e quello dei vv. 433-36, che sembrano alludere ai ludi (giochi) del 197. Inoltre si fa riferimento ad una parodia dell'Antiopa di Pacuvio comparsa nello Pseudolus, altra commedia di plautina scritta nel 191 a.C.: dato che questo poteva essere compreso solo da un pubblico che avesse già visto quella commedia, si pensa che il Persa sia stato composto dopo il 191 a.C. In generale, tenendo conto anche del fatto che i numerosi passaggi lirici del Persa sono tipici delle composizioni teatrali più tarde, si ritiene che la commedia sia una delle ultime scritte da Plauto.
Basandosi su un punto in cui i Persiani vengono descritti come conquistatori, alcuni filologi come il Wilamowitz hanno pensato che l'originale greco da cui trasse ispirazione Plauto risalga ad un periodo anteriore all'avvento di Alessandro Magno e appartenga alla commedia di mezzo greca, dal momento che per un greco dell'età ellenistica non era verosimile sentir parlare di una Persia ancora dominatrice, dopo la sua sconfitta da parte di Alessandro Magno. Inoltre l'amore tra servi era un tema molto presente nelle commedie di Aristofane, a differenza della Commedia nuova, e in quest'ultima non si ritrovano personaggi fortemente delineati moralmente, come lo sciocco e ingenuo lenone Dordalo. Tuttavia la contaminatio tipica di Plauto può aver modificato l'originale per motivi narrativi, per esempio per delineare nelle menti degli ascoltatori un oriente misterioso e ricco. Anche la caratteristica del parassita-filosofo smentisce il Wilamowitz, in quanto caratteristica della Commedia nuova.

## Personaggi
Alcuni studiosi ritengono che l'aspetto più importante nel Persa siano i suoi personaggi. Alcuni hanno fatto notare come in questa commedia non esistano personaggi di alto grado sociale; per contro, essi cercano di atteggiarsi come una personalità di grado più elevato: Tossilo, per esempio, copre la funzione del giovane innamorato, Saturione quella del vecchio scorbutico, Pegnio talvolta quella di servus callidus e l'ancella Sofoclidisca diventa una seduttrice.

### Tossilo
Tossilo è sia il servus callidus, sia il giovane innamorato della commedia, cosa che suscitava nel pubblico romano divertimento e coinvolgimento. Essendo il padrone lontano, egli si prende tutte le libertà, prima tra tutte quella di liberare la sua amata sottraendogli del denaro, chiedendolo in prestito all'amico Sagaristione: in ciò trasgredisce il comportamento tipico dello schiavo platino. È molto astuto, intelligente e furbo e ne è la prova la sua capacità di escogitare, dirigere ed attuare egli stesso l'intricato piano per incastrare Dordalo al fine di recuperare i soldi spesi per l'affrancamento di Lemniselene. Inoltre lo schiavo dimostra la sua abilità nel costringere il parassita, facendo leva sulla sua ingordigia, a cedergli la figlia per "venderla" al lenone. Tossilo parla sempre adottando un linguaggio molto colto ed elegante, alludendo spesso al mito. Altre volte, come nel monologo iniziale dell'ultimo atto, il servo usa metafore militari espresse con ablativi assoluti.
Alcuni studiosi hanno identificato Tossilo come la controfigura di Plauto stesso: come il secondo scrisse la commedia, Tossilo mette in piedi la sceneggiata per truffare il lenone allo stesso modo del commediografo. Tuttavia Tossilo fa questo per improvvisazione, riflettendo il teatro romano arcaico (ad esempio le Atellane), mentre Plauto trae spunto dagli elaborati modelli ellenistici.

### Lemniselene
Lemniselene è la cortigiana di Dordalo e l'amante di Tossilo; in seguito al pagamento di Tossilo, diventa libera e, seppur svincolata dal suo ex-padrone, al termine della commedia è l'unica a difendere Dordalo dalle burle dei convitati al banchetto finale.

### Dordalo
Dordalo è il lenone, anche chiamato ruffiano. Compra, vende e affitta fanciulle al fine di prostituirle; è anche presuntuoso, diffidente, ignorante e stolto. La sua ignoranza ha culmine con l'acquisto della fanciulla, quando, non accorgendosi dell'inganno, dà ascolto alle lusinghe e agli inviti di Tossilo a compiere l'acquisto. Alla fine della commedia è invitato a prendere parte al banchetto, ma viene deriso e percosso dagli altri convitati e, non riuscendo a difendersi da solo, riesce ad ottenere qualche piccola tregua solo per mezzo di Lemniselene.

### Sagaristione
Sagaristione è uno schiavo, amico di Tossilo, e il classico aiutante del protagonista nella commedia plautina. Perciò è molto affidabile e generoso ed è disposto a sottrarre del denaro al proprio padrone per aiutare l'amico. Odia lo schiavetto di Tossilo e farebbe di tutto per insegnargli il rispetto nei confronti dei più anziani. Sagaristione si mostra abile nella recitazione della falsa vendita della prigioniera, anche se talvolta compie degli errori che rischiano di mandare a monte il piano: in questo personaggio l'attore romano, che già doveva calarsi nello spirito greco, doveva anche trasformarsi una seconda volta in persiano; a differenza della figlia del parassita, però, Sagaristione, in questa trasformazione, rimane sé stesso.

### Saturione
Saturione, chiamato così per evidenziare la sua ingordigia (il nome deriva da "satur", cioè "pieno di cibo"; è chiamato anche Panciapiena), è il parassita simpatico e lo scroccone, che per cibo non esita a far finta di vendere la propria figlia per la realizzazione del piano di Tossilo. Inoltre collabora in prima persona allo svolgimento di questo, quando si reca a reclamare sua figlia, venduta illecitamente, e minaccia di denunciare il lenone. Nonostante si metta a disposizione di Tossilo, però, Saturione, a differenza di altri personaggi analoghi nelle commedie plautine, non è stabilmente al servizio di un patrono in particolare. Al contrario, nomina i suoi antenati e la patria potestà su sua figlia proprio come fanno, in altre commedie, i vecchi.
In un passo in cui Saturione afferma di non avere denaro e di possedere, alla maniera dei cinici, solo un'ampolla, uno strigile, una tazza, un paio di sandali, un pallio e una borsa con pochi soldi alcuni studiosi vedono un richiamo alla Commedia nuova greca da cui prende ispirazione Plauto. In quella, infatti, filosofi e parassiti erano personaggi molto simili, e nella trasposizione alla commedia latina le due maschere furono unificate, creando il personaggio di un parassita che si atteggia da filosofo e che, con le sue affermazioni da sapiente, crea il pretesto per delle situazioni comiche.
In un altro punto Saturione promette alla figlia una ricca dote che consiste in un armadio pieno di libri di battute di spirito: secondo alcuni filologi, questo è un altro richiamo alla figura del parassita-filosofo. Infatti questi libri sarebbero alla base della "professione" del parassita, che, esibendo la sua sagacia e simpatia, si accaparra gli inviti a pranzo. L'elemento dei libri come unica fortuna del parassita è presente anche in altre commedie plautine e viene usato per sottolineare i cattivi costumi dei Greci, così come li pensavano i Romani dell'epoca.

### Figlia di Saturione
La figlia di Saturione è una fanciulla saggia, moralista, parla in modo forbito e soprattutto recita la parte dell'araba senza dire troppe bugie. Lei vorrebbe opporsi ai propositi del padre, per salvare la reputazione del padre e di sé stessa in vista di un matrimonio futuro. Tuttavia, nella farsa con il lenone, risulta alquanto abile nell'elaborare risposte ambigue per non farsi scoprire dal ruffiano Dordalo. Come con Sagaristione, anche in questo personaggio l'attore romano doveva compiere una doppia trasformazione: quella in un greco prima e quella in persiano poi. Con la figlia del parassita, a differenza di Sagaristione, sono presenti sostanziali differenze tra il ruolo di fanciulla greca e di schiava persiana.
Dato che questa fanciulla rappresenta l'unico caso nella produzione di Plauto di figlia di un parassita e di donna libera che prende parte ad un inganno e che nella sua figura coesistono i valori morali della donna libera e quelli della schiava astuta, alcuni storici ritengono che questo personaggio sia stato ampiamente modificato da Plauto rispetto al modello greco o che costituisca addirittura una invenzione totalmente plautina; probabilmente nell'originale Saturione era un sicofante, e in tal caso si spiegherebbe la presenza di una figlia. Di certo l'autore, con questa combinazione di saggezza e astuzia, ha voluto creare un motivo di comicità che ben è esemplificato durante il colloquio con il lenone, quando la fanciulla elenca i mali morali per la città di Atene e riesce ad eludere le domande di questo senza mai mentire, giocando abilmente con i doppi sensi e con delle battute di spirito celate, così come fa suo padre Saturione. Al di là del fattore comico, tuttavia, che non è quello preminente nel personaggio, la fanciulla è molto importante all'interno della commedia e di tutta la produzione plautina per la sua complessità, il suo pudore e il suo coraggio, in quanto combina la ragazza morale e la serva astuta, così come Tossilo incarna sia il servo che l'innamorato.
Probabilmente la ragazza indossava in scena un costume tragico, che sottolineava la sua funzione particolare di bilanciatrice del comportamento del padre. Possiamo capirlo da vari elementi, tra cui il passaggio in cui Tossilo, rompendo la finzione scenica, manda Saturione a farsi dare i vestiti esotici per la figlia dagli impresari teatrali: l'allusione non avrebbe avuto senso se in seguito la ragazza fosse entrata in scena con normali vestiti da commedia. In un altro punto Tossilo elogia il bel travestimento della ragazza, sottolineando il fatto che indossa dei sandali (in latino crepida); tuttavia questa parola identifica le calzature tipiche dell'abbigliamento da tragedia. Inoltre la fanciulla usa molte espressioni tratte dalle tragedie di Sofocle o Euripide. Anche la "storia" fittizia del rapimento della ragazza ha ispirazioni tragiche.

### Sofoclidisca
Sofoclidisca è l'ancella di Lemniselene e serva di Dordalo; è alquanto astuta e intraprendente, ma non ha un ruolo rilevante nella commedia. Il suo personaggio acquista un ruolo comico solamente nella discussione con Pegnio, dal quale emerge la sua antipatia per il ragazzo. A differenza delle ancelle nelle altre commedie plautine, qui Sofoclidisca assume anche un ruolo da seduttrice.

### Pegnio
Pegnio, chiamato anche Giocarello, è il piccolo servus currens di Tossilo, impertinente e pestifero; ha un ruolo comico nella commedia essendo sempre il primo a creare le basi per un litigio e torna in scena durante il banchetto finale, dove è incaricato di servire il vino e coglie ogni occasione per beffeggiare il lenone; probabilmente questo personaggio non era presente nell'originale greco da cui trasse ispirazione Plauto, o comunque non aveva parti recitate: il commediografo latino quindi potrebbe averlo introdotto solo per creare delle occasioni di divertimento. La sua arguzia lo fa avvicinare anche al personaggio del servus callidus. Nonostante la bassa altezza e l'esile corporatura, è molto agile e acrobatico e riesce a sottrarsi ai goffi tentativi di percossa da parte di Dordalo.

## Trama

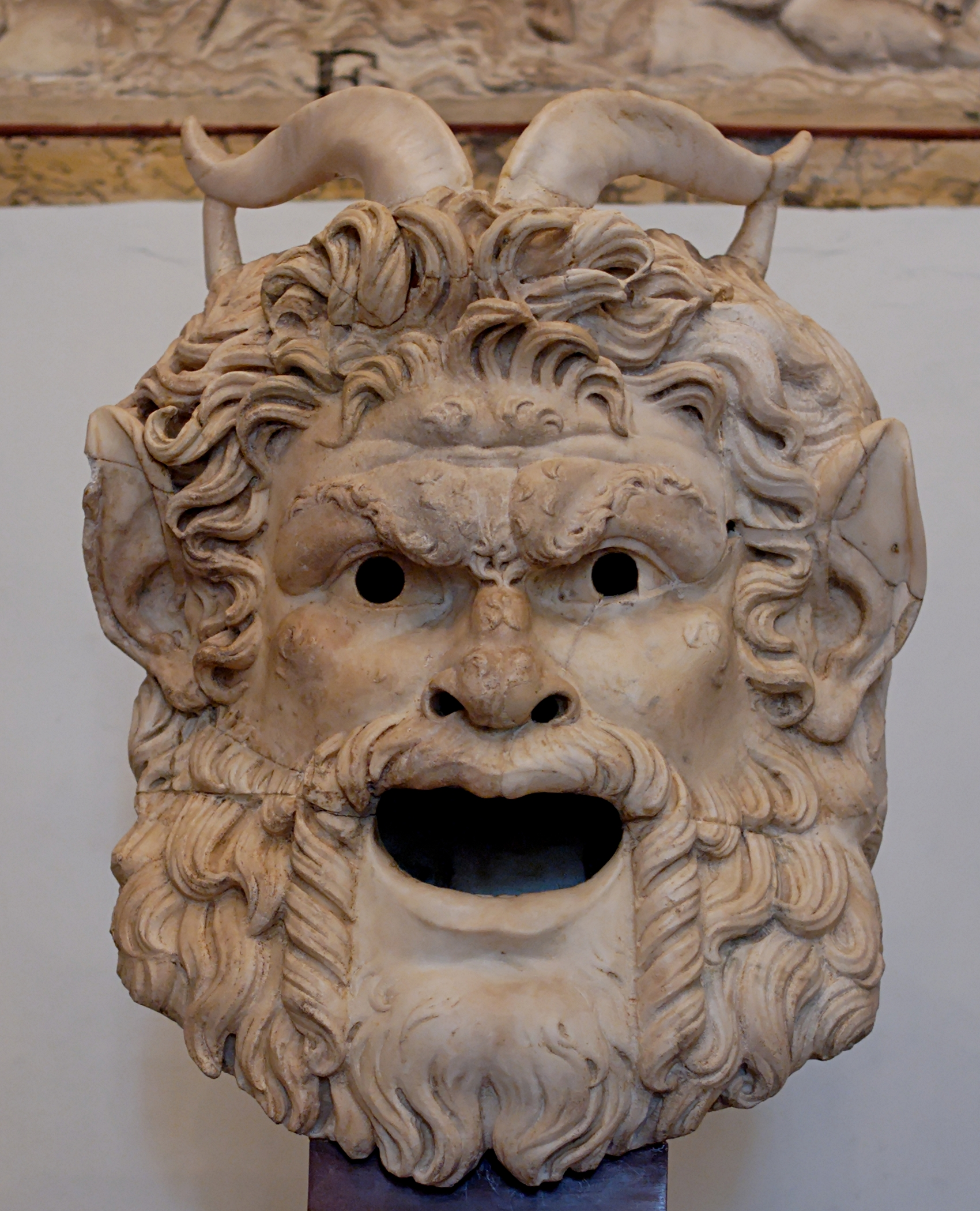
Maschera satira del Museo Capitolino, Roma

### Atto I (vv. 1-167)
Nella prima scena Tossilo intavola il suo monologo affermando la sua difficoltà, che è d'altronde comune a tutti, nell'affrontare l'amore senza denaro.
Nella seconda scena Sagaristione incontra l'amico Tossilo dopo aver messo in scena una serie di battute "a specchio": come evidenzia Marshall, prima che i due comincino a parlare direttamente tra di essi c'è uno scambio di battute della stessa lunghezza e dello stesso significato pronunciate prima dall'uno e poi dall'altro, a creare un effetto comico. I due iniziano a scambiarsi alcune domande sul loro stato: Sagaristione racconta la sua difficile situazione di schiavo, spesso percosso dal padrone, mentre Tossilo dice di soffrire per il suo difficile amore: deve trovare il modo di riscattare la sua amata, serva di un lenone, ma non ha i soldi per farlo. Il servo inserisce nel suo discorso molte figure retoriche, espressioni dotte e allusioni alla mitologia, creando un effetto comico per il pubblico, che trovava divertente che uno schiavo potesse giungere a simili raffinatezze. Sagaristione sottolinea la stranezza della situazione, cioè l'innamoramento di uno schiavo, e inizialmente è riluttante a cercare i soldi chiestigli dall'amico per liberare la fanciulla. Alla fine, però, dietro molte insistenze e garanzie, accetta di chiedere a qualcuno il denaro per accontentare Tossilo, che gli raccomanda di fare presto.
Nella terza scena viene presentato Saturione, il parassita, che, in un monologo, racconta la storia dei suoi antenati, parassiti come lui, assumendo toni che si avvicinano ad un elogium di una famiglia nobiliare, anzi addirittura attribuendo alla sua famiglia il cognomen "Cocciadura". Dopo aver parlato in modo aulico dei suoi antenati, risalendo fino al quinquisnonno, generazione dopo la quale, nel periodo arcaico, si dissolvevano i vincoli di parentela e si poteva contrarre legalmente matrimonio, Saturione si getta in una denuncia moralizzatrice contro i delatori, individui che denunciavano per professione i cittadini, anche se innocenti, per poi incamerare parte della multa che i condannati dovevano versare.
Nella quarta scena Tossilo attira Saturione, desideroso di cibo gratuito, ingannandolo con la promessa di un pranzo succulento. Il parassita si avvicina pieno di interesse, simboleggiando metaforicamente i clienti che il mattino si recavano ossequiosi dal loro patrono. Segue un elenco di raccomandazioni da parte di Saturione su come preparare alcuni piatti, il che dimostra la perizia culinaria del parassita. Tossilo riesce a trattenere Saturione dalla furia di mangiare, chiedendogli del denaro per riscattare l'amata, ma quello dice di non averlo. Così Tossilo gli chiede di prestargli sua figlia per "venderla" al lenone travestendola da persiana e spacciandola per una prigioniera di guerra. Saturione in un primo momento è titubante, ma poi, messo alle strette,  dice che è disposto anche a vendere sé stesso, ma con la pancia piena. Tossilo allora istruisce il parassita su come organizzare la messinscena, dicendogli di procurarsi i vestiti orientalizzanti dagli edili: qui la finzione scenica viene rotta, in quanto si fa riferimento agli edili che organizzavano gli spettacoli teatrali.

### Atto II (vv. 168-328)
La prima scena inizia con Sofoclidisca, l'ancella di Lemniselene, che rassicura la padrona sulla sua preparazione circa la messinscena per liberarla. Quindi Sofoclidisca si allontana per andare a parlare con Tossilo riguardo al loro piano.

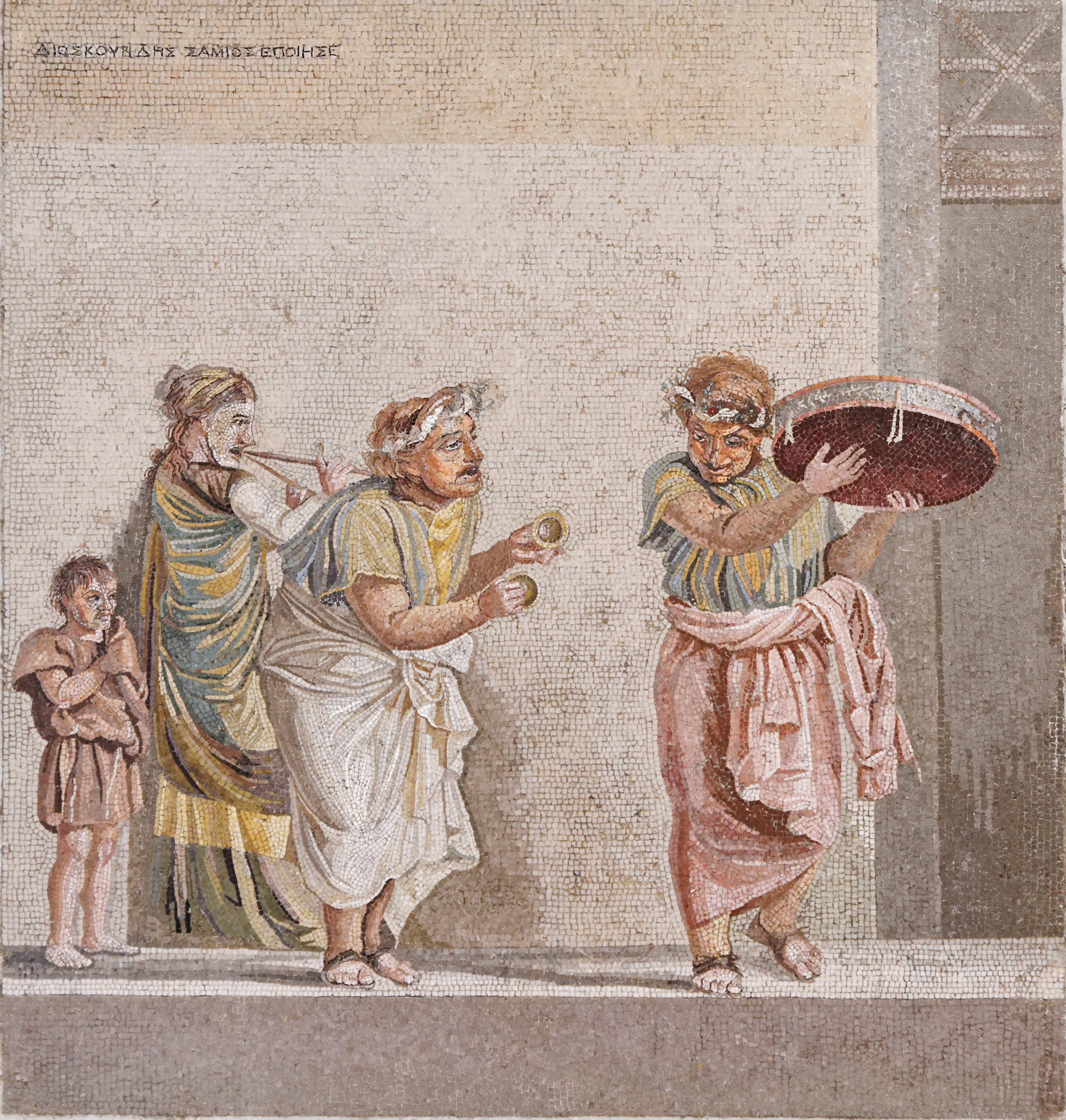
Mosaico romano con musici ambulanti in una commedia, conservato nel Museo Archeologico Nazionale di Napoli

Nella seconda scena si verifica tra Tossilo e il giovane Pegnio quello che era accaduto nella prima tra Lemniselene e la sua ancella: Tossilo fa delle continue raccomandazioni al ragazzo, che controbatte umoristicamente fino a quando Tossilo lo mette a tacere con una battuta oscena che allude all'usanza, impedita invero dalla legge romana, di costringere gli schiavi all'atto sessuale con i padroni. A questa insinuazione Pegnio risponde alludendo a sua volta a questa pratica e condannandola. A quel punto Tossilo rientra, mentre Sofoclidisca, mandata da Lemniselene dall'innamorato, si avvicina e incontra Pegnio, che si sta dirigendo dalla parte opposta. Dopo un momento di battute speculari, in cui la vicenda non procede a vantaggio delle battute comiche e si assiste ad una contesa tra i due su chi sia più malizioso, inizia un lungo scambio di insulti e battute salaci, che non vogliono confessare la loro destinazione, fin quando entrambi si accorgono delle tavolette, contenenti parole d'amore, che erano stati incaricati di recapitare ai due innamorati. Dopo un'altra sequenza composta da battute e controbattute, con un'allusione a sfondo osceno da parte di Sofoclidisca alla bellezza del giovane schiavo e alla necessità di servirsene per affrancarsi, i due confessano la loro destinazione e l'oggetto che stavano portando.
Nella terza scena Sagaristione, con un'elaborata ed altisonante preghiera, ringrazia Giove per essere riuscito a racimolare i soldi necessari, sottraendoli al padrone che lo aveva mandato ad acquistare dei buoi al mercato. Lo schiavo si dimostra disposto ad essere percosso pur di accontentare l'amico.
Nella quarta scena Sagaristione incontra Pegnio, chiedendogli dove fosse Tossilo: il ragazzo, come al solito, rifiuta di dirlo rispondendo impudentemente e giungendo ad un doppio senso osceno. Gli insulti e le maledizioni reciproche continuano fino a quando Sagaristione, per costringere Pegnio ad andarsene, accenna una maledizione solenne; qui si trattiene, perché nell'antichità si credeva che augurare il male a qualcuno significasse causarglielo.
Nella quinta scena Tossilo incarica Sofoclidisca di dire a Lemniselene che ha già trovato il modo per raccogliere il denaro. Quindi sopraggiunge Sagaristione, che si atteggia in modo solenne con l'amico, il quale gli chiede cosa sia un certo rigonfiamento che aveva sotto il mantello vicino al collo. Sagaristione finge di avere un ascesso; Tossilo si accorge che si tratta dei soldi ma sta al gioco, iniziando una serie di metafore che identificano i soldi come le due coppie di buoi che avrebbero dovuto essere comprate con quel denaro; inoltre questo gioco (denaro-buoi) è dovuto al fatto che in latino "soldi" si dice pecunia, che derivava dal termine "bestiame".

### Atto III (vv. 329-448)
Nella prima scena Saturione spiega alla figlia la messinscena; questa, tuttavia, si mostra riluttante e desiderosa di mantenere alto il suo onore, pur nella povertà in cui vive. In questo modo ella si presenta come saggia e morale, anche se, al momento della compravendita di sé stessa, si svela molto abile nel recitare e nell'ingannare il lenone. Saturione cerca di convincere la figlia, timorosa che la sua cattiva fama si diffonda e impedisca il suo matrimonio, ma accetta quando il padre le assicura di possedere una consistente dote per darla in sposa. Questa scena, di per sé superflua dal punto di vista narrativo, in quanto si conclude con ciò che già lo spettatore si aspettava, potrebbe assumere valore se la si considera in relazione all'ipotesi che la fanciulla stesse vestendo un costume tragico. In questo modo la scena si configurerebbe come il contrasto tra due generi teatrali, la tragedia e la commedia, e riecheggerebbe la scena dell'Ifigenia in Aulide, celebre tragedia di Euripide, in cui la figlia scongiura il padre di non ucciderla per il buon fine di una guerra. Inoltre la fanciulla allude a possibili conseguenze tragiche della truffa, il che non poteva avvenire nella commedia latina.
La seconda scena è un breve monologo di Dordalo che si chiede come abbia intenzione di fare Tossilo a racimolare i soldi per riscattare Lemniselene.
Nella terza scena si assiste ad una nutrita gara d'insulti tra Tossilo e Dordalo. Il primo apostrofa il secondo alludendo al sudiciume e all'ingordigia dell'avversario, mentre il secondo insulta lo schiavo sottolineando la sua situazione servile. Durante questo scambio di battute Tossilo "gioca" con la borsa contenente i soldi, porgendola al lenone e subito ritraendola. In quest'azione si mette in evidenza l'avidità di Dordalo, che, una volta presi i soldi, si dimostra diffidente. Anche questa scena presenta delle battute speculari, in questo caso costituite dagli insulti.

### Atto IV (vv. 449-752)
Nella prima scena è presente un monologo di Tossilo, che si mostra soddisfatto con sé stesso per il lavoro ben impostato e che già pregusta il godimento nel vedere il lenone raggirato. Quindi il servo ordina a Sagaristione di entrare in azione con le vesti da persiano.
Nella seconda scena Tossilo si complimenta con Sagaristione per il suo bel travestimento e dà altre indicazioni per il corretto svolgimento del piano.
La terza scena inizia con un monologo di Dordalo, che è felice per il guadagno procuratogli dalla vendita di Lemniselene. Il lenone ripete continuamente la formula "ho fiducia", che nello spettatore, informato dai fatti e del raggiro ordito da Tossilo, provocava divertimento. Tossilo, incontratolo, si assicura che l'amata sia finalmente una cittadina libera; una volta accertatosi di ciò, propone un buon affare al lenone, in modo che "si ricordi di lui per tutta la vita" (ovviamente lo spettatore era a conoscenza del doppio senso di tale frase). Tossilo afferma di aver ricevuto dal suo padrone, in viaggio per affari, delle tavolette in cui si presentava un mercante persiano giunto ad Atene per vendere una prigioniera di guerra al lenone come prostituta. All'inizio Dordalo si mostra riluttante alla proposta, dato che, in quanto "merce rubata", la fanciulla avrebbe potuto essere rivendicata legalmente dal padre, qualora fosse giunto fino ad Atene, che avrebbe potuto riaverla danneggiando il lenone. Tossilo però riesce a convincerlo a valutare la bellezza della schiava per decidere se acquistarla o meno.
Nella quarta scena Sagaristione, che recita la parte del persiano, parla con la fanciulla, la finta prigioniera, che dimostra di essere molto istruita (qualità gradita al lenone). Tossilo riesce a persuadere sempre più Dordalo a comprare la schiava, prefigurandogli gli immensi guadagni futuri derivati da quell'acquisto, mentre Sagaristione gli mette fretta nel concludere l'affare convincendolo definitivamente. Prima di stabilire il prezzo Dordalo, su consiglio di Tossilo, chiede alla ragazza le sue origini e la sua storia, e questa risponde interpretando abilmente la parte, cosa che stupisce lo stesso Tossilo, rompendo palesemente in quest'unico punto la sua funzione di personaggio tragico: la fanciulla dice di chiamarsi Lucride (nome evidentemente legato alla truffa, in quanto significa "Guadagnella") e di essere di nobile stirpe. Tossilo vuole che questo colloquio non venga sentito dal finto persiano per far credere al lenone di sapere delle informazioni che avrebbero accresciuto il valore della ragazza senza che il mercante lo sapesse. Con abili giri di parole evita di dire la sua patria natale e il nome di suo padre, affermando solo che era benvoluto da tutti e che avrebbe trovato il modo per riscattarla con denaro; in questo scambio di battute alcuni studiosi hanno colto una disobbedienza da parte della ragazza agli ordini di Tossilo per dare risposte meno sicure ma più aderenti alla realtà, in modo da non mentire e attenersi ai suoi valori morali: alcuni studiosi hanno messo in evidenza una seconda interpretazione delle risposte, che hanno senso sia se riferite ad un "padre" persiano sia se riferite a Saturione. Vedendola decisa ad ottenere presto la libertà con ogni mezzo, anche con la prostituzione, Dordalo si decide a comprarla dopo una breve trattativa con il persiano. A questo punto Sagaristione si fa sfuggire un "ci sarebbero dieci mine da aggiungere per i vestiti", rischiando di svelare la farsa e il travestimento, ma la situazione è aggiustata da Tossilo, così come lo stesso servo aveva diretto tutta la trattativa proprio come un burattinaio. Alcuni studiosi hanno sottolineato come questa scena sia stata pesantemente rimaneggiata da Plauto rispetto all'originale greco da cui il latino trasse ispirazione: qui ci sono quattro personaggi che parlano simultaneamente, mentre la commedia greca prevedeva un massimo di tre persone contemporaneamente parlanti sulla scena. Probabilmente, quindi, nell'originale la fanciulla non parlava, cosa che logicamente si addiceva ad una prigioniera, ed il colloquio con il lenone fu aggiunto da Plauto stesso per aumentare la comicità, dovuta da una parte all'intelligenza di Tossilo e dall'altra all'ignoranza di Dordalo. Un altro particolare da evidenziare è il metro usato da Plauto nel discorso della ragazza: ella parla in senari, il metro del parlato nelle commedie, e non in poesia, come avrebbe dovuto fare una fanciulla libera e moralizzante: probabilmente ciò è funzionale al piano di Tossilo, che aveva bisogno, per la riuscita del piano, di una ragazza con i piedi per terra, non persa in pensieri poetici.
Nella quinta scena Tossilo si complimenta con la ragazza per la perizia nella recitazione; quindi dà ordine a Sagaristione di tornare subito di nascosto a casa di Tossilo, una volta ricevuti i soldi, che probabilmente, data l'eccitazione del servo, erano molto di più di quanti aveva speso per il riscatto di Lemniselene e sarebbero serviti per pagare il banchetto finale.
Nella sesta scena Dordalo consegna il denaro a Sagaristione ma si trattiene due soldi, cioè il valore della borsa, mettendo in evidenza la sua avarizia. Quindi il finto persiano afferma di voler cercare suo fratello, schiavo nella città, per riscattarlo: al che Dordalo gli chiede il suo nome e, con astuzia, Sagaristione risponde con un falso nome che racchiude in sé tutto il senso della commedia.
Nella settima scena Tossilo si congratula con Dordalo per il buon affare, ed il lenone lo ringrazia per averlo aiutato. Il servo si lascia scappare un "Aiutarti, io?", mettendo di nuovo a repentaglio la riuscita dell'imbroglio, ma riesce a non farsi scoprire. Approfittando di un momento in cui il lenone torna in casa, Tossilo richiama Saturione, padre della ragazza, perché venisse a reclamarla; quindi gli dà le indicazioni per agire. A questo punto i codici tràditi si dividono in due: alcuni inseriscono un verso, secondo cui Saturione avrebbe dovuto parlare mentre Tossilo sta conversando con Dordalo; altri invece non lo tramandano, cosicché Saturione avrebbe dovuto entrare in azione solo quando Tossilo si fosse allontanato. Probabilmente hanno ragione i secondi, in quanto sarebbe stato sciocco che Tossilo si fosse fatto trovare a portata del lenone mentre Saturione andava a riprendersi la figlia. Anche questa scena venne modificata da Plauto rispetto all'originale, in quanto vi vengono richiesti quattro attori, anche se non tutti parlanti nello stesso tempo.
Nell'ottava scena Dordalo torna da Tossilo, che era rimasto ad aspettarlo; quindi lo schiavo se ne torna a casa per incontrare Lemniselene.
Nella nona scena Saturione reclama la ragazza, come da accordi con Tossilo, minacciando di portare Dordalo in tribunale addirittura senza testimoni. Nel dire ciò Saturione utilizza una formula tipica che veniva usata nel citare qualcuno davanti ai giudici (Ego te in ius invoco, "Io ti cito in tribunale"). Anche questa scena probabilmente venne ampliata da Plauto, che inserì il pianto del lenone per accentuarne la comicità.

### Atto V (vv. 753-858)
Nella prima scena Tossilo trae le conclusioni della vicenda, organizzando un banchetto per festeggiare la sua vittoria sul lenone a cui invita i suoi collaboratori nella truffa per ricambiare il favore che costoro gli hanno fatto. Tossilo invita Lemniselene e Sagaristione ad accomodarsi sui letti del banchetto (che, come prevedeva l'uso greco, erano biclini, che, a differenza dei triclini romani, potevano portare solo due persone). Tossilo è così felice da descrivere questo giorno come "il giorno della sua vera nascita" e non bada a spese nel dispensare vino con "sette giri di coppe": a Roma si era soliti bere alla salute di una persona tante volte quante erano le lettere del suo nome, e il nome Toxilus ne ha appunto sette.
La seconda scena inizia con un monologo in cui Dordalo dichiara la sua sfortuna e la sua infelicità per aver perso i soldi nell'affare con il persiano: egli compone il suo discorso alla maniera tragica, come quando parlavano i personaggi della tragedia che, da ricchi e fortunati, erano caduti in disgrazia. Avvicinatosi alla casa di Tossilo, dove si sta svolgendo il banchetto, viene riconosciuto e invitato dal servo ad unirsi alla compagnia. Dordalo accetta, ma rimprovera Tossilo per avergli teso l'inganno. I convitati, e soprattutto lo schiavetto Pegnio, prendono in giro il lenone e lo schiaffeggiano: Pegnio giunge ad augurare il male a Dordalo, ma Tossilo lo mette a tacere mandandolo a prendere dell'altro vino. Mentre il lenone continua a promettere, seppur in modo ironico, vendetta, Sagaristione e Tossilo lo sbeffeggiano. Nel farlo Tossilo cerca il consenso di Lemniselene: questa, in un primo momento, si trattiene dal momento che si trova nella condizione di essere una sua liberta, in quanto il lenone è il suo ex padrone. Tuttavia al fine accetta, e tutti insieme gli invitati iniziano a prendersi gioco di Dordalo, inserendo anche delle percosse, ricordandogli la perdita economica da lui subita.

## Argumentum
Come in diciotto tra le commedie di Plauto, anche questa presenta un argumentum acrostico in versi, per riassumere la trama. Le iniziali di ogni verso costituiscono il titolo della commedia. Gli argumenta delle commedie in realtà non sono stati creati da Plauto, bensì da Aurelio Opillo, vissuto in età cesariana.
Emit atque curat leno ut emittat manu;

Raptamque vi emere de praedone virginem

Subornata suadet sui parasiti filia,

Atque ita intricatum ludit potans Dordalum.»
E s'adopera perché il lenone le restituisca la libertà.

Rifila per giunta a costui l'idea di comprare da un pirata una verginella da questo rapita,

Subornando la figlia del suo parassita perché reciti questa parte.

Alla fine, sbronzandosi, sbeffeggia Dordalo caduto nella pania»
(Argumentum «Persa»)
Questo primo argumentum è stato ritrovato nei codici Palatini, mentre un secondo argumentum è stato scoperto nei codici Ambrosiani, ma i resti sono malridotti e di conseguenza di difficile ricostruzione. Si sono conservate solo poche lettere, perciò ogni tentativo di comprensione è stato vano.

## Ambientazione

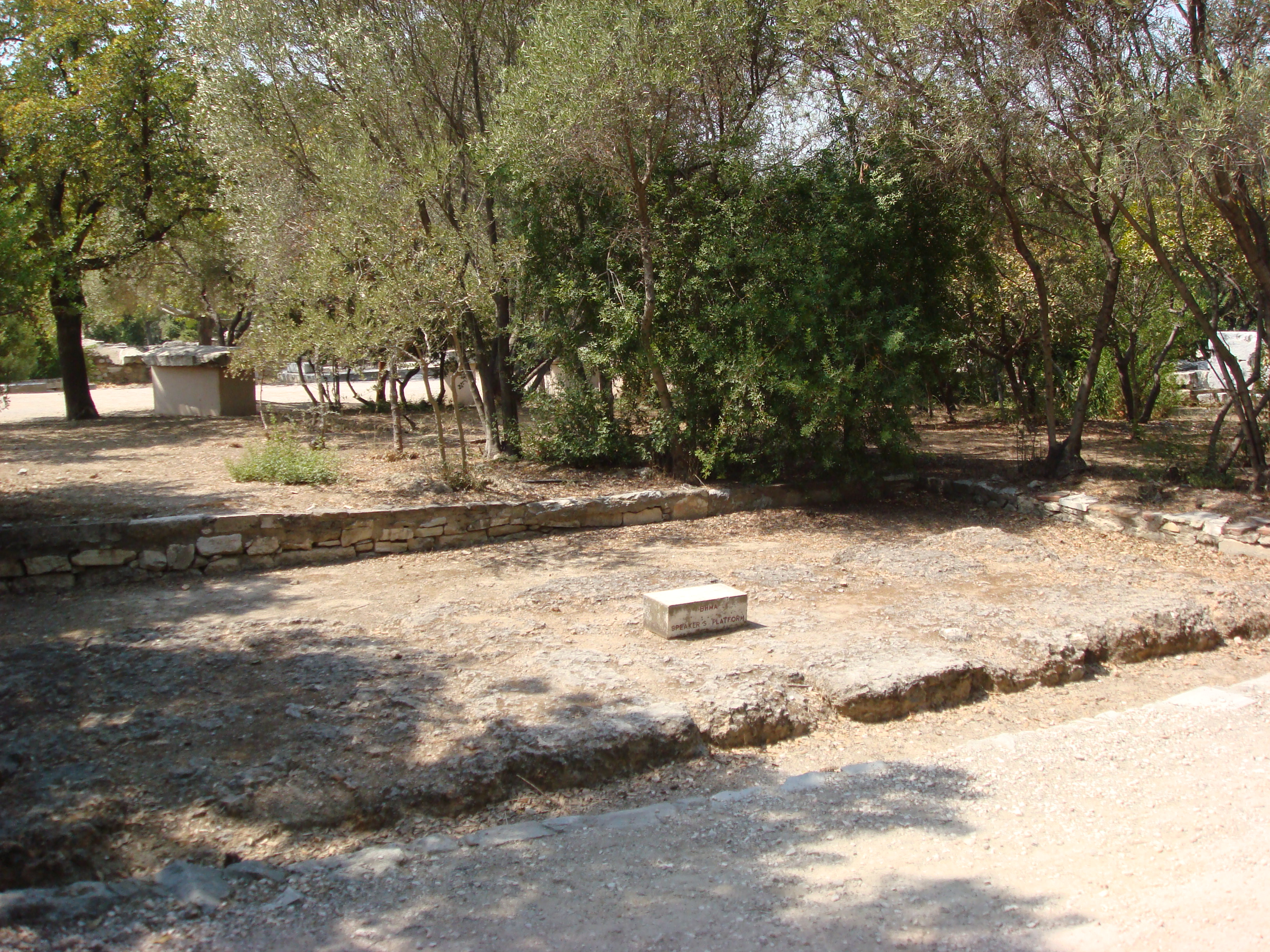
Antica Agorà di Atene

La commedia si svolge attorno a una delle piazze principali di Atene, tra le case di due dei protagonisti: quella di Dordalo, nella quale avviene la compravendita delle cortigiane, e quella dove dimora Tossilo, lasciatagli in cura dal padrone per lungo tempo. Anche se non descritta né nominata esplicitamente, un'esigua parte della commedia è ambientata nella casa del parassita Saturione, dove, nella scena in questione, discute con la figlia.

## Espedienti comici
- La comicità della commedia deriva innanzitutto dal fatto che è incentrata completamente sulla cerchia degli schiavi, che si beffano del lenone e che provano sentimenti come tutti gli altri personaggi.[2] Inoltre si assiste a numerose inversioni di ruoli: il lenone, unico cittadino libero e indipendente, è un personaggio negativo; Tossilo, uno schiavo, è il difensore della libertà; Saturione offre sua figlia, libera, per essere venduta come schiava.[15]
- Altri elementi comici derivano dal linguaggio volgare utilizzato da alcuni personaggi della commedia: nel seguente passo, estrapolato dal dialogo iniziale tra Tossilo e Dordalo, lo schiavo insulta il lenone usando espressioni legate al linguaggio escrementizio e "basso". Alcuni studiosi hanno giustificato questi termini facendoli rientrare nella dimensione carnevalesca della commedia plautina, in cui avviene un rovesciamento della situazione comune (l'alto con il basso): la gara d'insulti qui riportata, come tutte le altre presenti in Plauto, ha una funzione liberatoria e fecondante e ricorda agli uomini il loro legame con il mondo fisico.[64]

(T. Maccio Plauto, Persa, 405-425)
In questi versi è riportato un dialogo polemico tra Pegnio e Sagaristione, nel quale il servetto chiama l'altro "fiacca-fruste" (letteralmente: "colui che logora gli olmi", piante dalle quali si ricavavano le verghe): in Plauto è presente spesso lo spettro delle percosse e della morte, usato probabilmente con funzione burlesca e apotropaica e con la funzione di ricordare all'uomo la sua bassa condizione.
(T. Maccio Plauto, Persa, 275-278b)
- Espedienti comici si ritrovano anche nell'inganno nei confronti di Dordalo. Ad un certo punto, quando il lenone chiede il nome del finto persiano, questo gli risponde con delle battute in cui Plauto ha voluto riassumere tutta la trama della commedia con uno dei suoi migliori pezzi teatrali.[56]

(T. Maccio Plauto, Persa, 699-707)
- La commedia presenta un fenomeno chiamato da alcuni studiosi "degli specchi infranti": per aumentare la comicità, Plauto inserì in alcuni punti dei monologhi speculari tra due personaggi ai due lati della scena.[69] Le scene con questa caratteristica sono la seconda dell'atto I tra Tossilo e Sagaristione, la seconda dell'atto II tra Pegnio e Sofoclidisca e la terza dell'atto III, nella gara d'insulti tra Dordalo e Tossilo.
- Un altro espediente comico nella commedia è lo scambio di ruoli nei personaggi: quasi tutti, nel Persa, si comportano solo in parte secondo lo stereotipo che li caratterizza, mentre tendono ad assumere le sembianze di un altro stereotipo ancora, il più delle volte appartenente ad un livello sociale più alto. Due esempi sono costituiti da Tossilo, che è servus callidus ma si comporta come un giovane innamorato, e Pegnio, che da servus currens si trasforma in servus callidus.[15]
- Infine, la comicità deriva dalla scena finale, nella quale un ragazzetto giovanissimo, Pegnio, si beffa del lenone, deridendolo e schernendolo, dandogli schiaffi su tutte le parti del corpo e bastonandolo. Questa scena chiude la commedia con un rovesciamento della situazione reale: dei servi che festeggiano in assenza del padrone e che si prendono la libertà di umiliare un uomo libero.[70]

## Metateatro
Il metateatro, detto anche "teatro nel teatro", è una forma di recitazione attraverso la quale i personaggi interagiscono con il pubblico rompendo l'illusione scenica. Un altro tipo di metateatro è l'esplicitare che l'azione che si sta compiendo in quel momento fa parte di una rappresentazione teatrale.
Nel testo sono presenti alcuni elementi che possono essere ricondotti a questa tecnica, cosa molto frequente nelle commedie e rappresentazioni teatrali di Plauto, alcuni dei quali sono riportati qui.
Nel passo che segue Tossilo dà a Saturione le disposizioni sull'abbigliamento di sua figlia per la riuscita del piano. Quando il secondo gli chiede dove andare a prendere i vestiti, Tossilo rompe la finzione scenica dicendogli di prenderli dall'impresario teatrale, a cui gli edili, i magistrati incaricati dell'organizzazione degli spettacoli teatrali, avevano appaltato la fornitura.
(T. Maccio Plauto, Persa, 158-160)
Alla fine della commedia, durante il banchetto finale in cui Dordalo viene preso in giro e picchiato, l'illusione scenica viene rotta varie volte: due di queste rappresentano il momento in cui Dordalo, rivolto al pubblico, chiede il suo parere riguardo al suo trattamento e la conclusione di Tossilo, che, rivolto agli spettatori, li saluta sancendo la sua vittoria sul lenone.
(T. Maccio Plauto, Persa, 856)
(T. Maccio Plauto, Persa, 858)